# Sandra Montón
Sandra Montón Subías (Barcelona, 7 de agosto de 1965) es una arqueóloga española que actualmente trabaja como profesora de Investigación en la Institución Catalana de Investigación y Estudios Avanzados (ICREA) en la Universidad Pompeu Fabra de Barcelona.

## Trayectoria profesional
Tras licenciarse en Geografía e Historia en la Universidad de Barcelona (1988), pasó a ser becaria FPI en la Universidad Autónoma de Barcelona (1989-1992) y becaria de investigación posdoctoral en la Universidad de Cambridge (1995-1997). En 1998, volvió a la Universidad Autónoma de Barcelona con un contrato de reincorporación del Ministerio de Educación y Ciencia, y, en 2005, obtuvo un contrato de Profesora de Investigación ICREA. A partir de entonces, ha realizado diferentes estancias de investigación en la Universidad de California Santa Cruz, la Universidad Northwestern, la Universidad de Creta, la Universidad Nacional de Taiwán, la Universidad de Guam, el Instituto Arqueológico Alemán y la Universidad de Oslo.
Aunque tradicionalmente su investigación se ha centrado en el estudio de las comunidades prehistóricas del Bronce Mediterráneo, desde 2011 ha comenzado a trabajar temáticas relacionadas con la arqueología histórica del colonialismo moderno. En la actualidad (2017) codirige dos proyectos de investigación para entender los procesos de identidad, cambio y permanencia asociados a la inserción de las Islas Marianas (Pacífico occidental) en la red colonial del imperio español. Para ello, codirige también excavaciones arqueológicas en diferentes enclaves de la isla de Guam.
Transversal a toda su carrera ha sido la investigación sobre la Arqueología de Género y de las Actividades de Mantenimiento. En la actualidad, este compromiso se concreta en el interés por comprender los cambios que supuso la primera globalización de época moderna en los sistemas de sexo-género, y por escudriñar los valores y principios androcéntricos que se hallan tras la escritura de los discursos histórico-arqueológicos.
Sandra fue cofundadora del grupo AGE (Archaeology and Gender in Europe) y copresidenta del mismo (2009–2015). Fue también directora del grupo de investigación en Políticas transversales de género de la Universidad Pompeu Fabra (2010–2012).